# Президентские выборы в Малави (2020)
Президентские выборы 2020 года в Малави проходили 23 июня. Изначально они были назначены на 19 мая, а затем на 2 июля. Они последовали за отменой результатов президентских выборов 2019 года, на которых Питер Мутарика из Демократической прогрессивной партии получил большинство голосов.
Результатом повторных выборов стала победа Лазаруса Чакверы из Партии конгресса Малави, который победил Питера Мутарику с перевесом (59 % и 40 % голосов).

## Предпосылки
На всеобщих выборах в мае 2019 года действующий президент Демократической прогрессивной партии Питер Мутарика был переизбран с результатом 39 % голосов, победив Лазаруса Чакверу из партии Конгресса Малави (35 %) и Саулоса Чилиму из Объединённого движения за трансформацию (20 %). Демократическая прогрессивная партия также оставалась крупнейшей партией в Национальном собрании, получив 62 из 193 мест, однако президентские выборы были оспорены Чакверой и Чилимом в суде, и в феврале 2020 года Конституционный суд аннулировал результаты президентских выборов, сославшись на доказательства нарушений, и распорядился провести новые выборы в течение 150 дней.
24 февраля Парламент принял законопроект о внесении изменений в Закон о парламентских и президентских выборах, указав 19 мая как дату проведения новых президентских выборов и продлив срок полномочий депутатов и местных советников на один год, чтобы обеспечить согласованные президентские, парламентские и местные выборы в 2025 году. В марте Избирательная комиссия Малави объявила новую дату выборов, 2 июля, за один день до 150-дневного ограничения на проведение выборов, установленного Конституционным судом. 21 мая парламентский комитет по правовым вопросам одобрил проведение новых президентских выборов, которые состоялись 23 июня, а не 2 июля.

## Кандидаты
Питер Мутарика подал свою кандидатуру 7 мая 2020 года, а его напарником стал Атупеле Мулузи.
Лазарус Чаквера и Питер Кувани подали свои кандидатуры днём ранее, 6 мая 2020 года.

## Избирательная система
В результате решения Конституционного суда президент Малави будет избран с использованием системы двух туров (системы абсолютного большинства), заменив прежнюю систему относительного большинства, использованную в 2019 году.

## Опрос общественного мнения
Опрос, проведённый Институтом общественного мнения и исследований в Малави, показал, что 53 % респондентов ожидали, что Лазарус Чаквера победит на выборах, а 31 % ожидали, что победит Мутарика.
На национальном уровне, согласно опросам, 51 % людей проголосовали бы за Чакверу, 33 % за Мутарику и 0,2 % за Питера Кувани.
Другой опрос, проведённый Афробарометром, показал, что Чаквера, скорее всего, победит на выборах.

## Результаты
| Кандидаты                          | Партия                               | Количество голосов | %     |
| ---------------------------------- | ------------------------------------ | ------------------ | ----- |
| Лазарус Чаквера                    | Партия Конгресса Малави              | 2 604 043          | 59,34 |
| Питер Мутарика                     | Демократическая прогрессивная партия | 1 751 877          | 39,92 |
| Питер Кувани                       | Движение за развитие Мбакувака       | 32 456             | 0,74  |
| Пустые бланки                      | Пустые бланки                        | 57 323             | —     |
| Общее значение                     | Общее значение                       | 4 445 699          | 100   |
| Зарегистрированные избиратели/явка | Зарегистрированные избиратели/явка   | 6 859 570          | 64,81 |

## Критика
Оппозиционные деятели в других африканских странах, как сообщается, поздравляют Чакверу с победой, в том числе лидер Движения за демократические перемены (Зимбабве) Дуглас Мвонзира, лидер Альянса за перемены и прозрачность (Танзания) Зитто Кабве, бывший лидер Демократического альянса (Южная Африка) Ммьюзи Мейман и кандидат в президенты на всеобщих выборах в Уганде 2021 года Генри Тумукунде.